# Amphianthus dohrnii
Amphianthus dohrnii is een zeeanemonensoort uit de familie Hormathiidae. De anemoon komt uit het geslacht Amphianthus. Amphianthus dohrnii werd in 1878 voor het eerst wetenschappelijk beschreven door Koch. Het komt voor in de noordoostelijke Atlantische Oceaan en de Middellandse Zee en groeit op zeewaaiers.

## Beschrijving
Amphianthus dohrnii is een kleine soort, zelden groter dan 10 mm in diameter, hoewel de basis, waar het zich aan het substraat hecht, tot 25 mm lang kan zijn. Deze soort is aangepast aan het leven op buisvormige, organische stengels van zijn gastheer waar hij zijn basis omheen wikkelt. Het heeft ongeveer tachtig korte, taps toelopende tentakels en is rood, oranje, roze of bleekgeel, met onregelmatige doorschijnende witte aftekeningen. Reproduceert door basale scheuring.

## Verspreiding en leefgebied
Amphianthus dohrnii is inheems in de noordoostelijke Atlantische Oceaan en het westelijke uiteinde van de Middellandse Zee. Het is schaars aan de westkust van Schotland, maar overvloediger in het zuidwesten van Groot-Brittannië en in de westelijke en zuidelijke delen van Ierland. Het is aanwezig aan de westkust van Frankrijk en de meest westelijke delen van de Middellandse Zee op een diepte tot ongeveer 1.000 meter. Het verdraagt zowel sterke als zwakke stroming en zowel veel als weinig golfslag. Het lijkt uitsluitend te groeien op de stengels van gorgonenkoralen, voornamelijk de noordelijke zeewaaier (Swiftia pallida) in het noorden van zijn verspreidingsgebied, en de roze zeewaaier (Eunicella verrucosa) in het zuiden, of aan andere 'buisvormige' organismen zoals de penneschaft (Tubularia indivisa).